# Heteronyx bidentatus
Heteronyx bidentatus är en skalbaggsart som beskrevs av Blackburn 1889. Heteronyx bidentatus ingår i släktet Heteronyx och familjen Melolonthidae. Inga underarter finns listade i Catalogue of Life.